# Ceratobaeus crossus
Ceratobaeus crossus är en stekelart som beskrevs av Mikhail Vasilievich Kozlov och Lê 2000. Ceratobaeus crossus ingår i släktet Ceratobaeus och familjen Scelionidae. Inga underarter finns listade i Catalogue of Life.